# Dănuț Șomcherechi
Dănuț Șomcherechi (Baia Sprie, 10 aprile 1973) è un ex calciatore rumeno, di ruolo difensore.

## Carriera
Nel 1993, a 20 anni, debutta come professionista al FCM Baia Mare, stando nella squadra rumena per sei anni e collezionando 120 presenze e 14 reti.
Nel 1999 passa all'Argeș Pitești. Ha collezionato 128 presenze e 4 reti in sei stagioni.
Nel 2005 si trasferisce all'Oțelul Galați, in cui è stato un anno con 9 presenze. Passa poi all'U Cluj e rimane nella squadra bianconera per due anni, in cui ha centrato 3 gol in 35 presenze.
Nel 2007 va al Progresul Bucarest, e per due anni non fa alcuna presenza. Decide quindi di tornare a Baia Mare, restando senza presenze. Nel 2011 annuncia il ritiro dal calcio, all'età di 38 anni.